# Achille Sannia

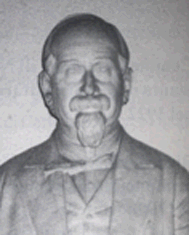
Büste von Achille Sannia

Achille Sannia (* 14. April 1822 in Campobasso; † 8. Februar 1892 in Neapel) war ein italienischer Mathematiker und Senator.

## Leben
Sannia hatte in Neapel eine Privatschule für Mathematik, die in der Zeit des Königreichs Neapel höheres Ansehen als die Universität genoss. 1865 wurde er Professor für Projektive Geometrie an der Universität Neapel.
Er war Mitglied der Accademia Pontaniana in Neapel und der Accademia dei XL. Sannia gehörte in der 13. (1876–1880) und 16. Legislaturperiode  (1886–1890) der Camera dei deputati an und war ab 1890 Senator. Er war Großoffizier des Ordens der Krone von Italien und Kommandeur des Ritterordens des hl. Mauritius und Lazarus.
Der Mathematiker Enrico D’Ovidio war sein Neffe und besuchte seine Schule. Mit ihm schrieb er ein verbreitetes Geometrie-Lehrbuch.

## Schriften
- mit Enrico D’Ovidio: Planimetria, Stab. tip. delle belle arti, Neapel 1869, 2. Auflage 1871
- mit Enrico D’Ovidio: Elementi di geometria, Neapel 1868–69, 12. Auflage, Libreria scientifica ed industriale di B. Pellerano L.C. Pellerano successore, Neapel 1906
- Lezioni di Geometria Proiettiva, Ed. Pellerano, Neapel 1891